# JAGS
JAGS (Just another Gibbs sampler) ist eine freie Software, welche für Fragestellungen der bayesschen Statistik mit Hilfe der Monte-Carlo-Simulation verwendet wird.
JAGS nutzt die gleiche Modellierungssprache wie das zuvor entstandene BUGS-Projekt, wurde aber komplett neu geschrieben und ist plattformübergreifend nutzbar. Für Modellschätzung und weitergehende Analysen werden eine Datei mit dem Modell, eine mit den Daten, eine mit Startwerten, ein JAGS-Script um alles miteinander in Verbindung zu setzen sowie ein R-Script zur Übersicht und Verwendung der Ergebnisse verwendet. Nutzer können eigene Funktionen, Verteilungen und Algorithmen schreiben.